# Sh2-82
Sh2-82 è una piccola nebulosa a emissione visibile nella costellazione della Freccia.
Si individua nella parte centrale della costellazione, in una regione della Via Lattea fortemente oscurata; si trova ad ovest del gruppo di stelle più brillanti facenti parte della costellazione, tanto che come riferimento può essere preso l'asterismo dell'Attaccapanni, posto circa 2° a nordovest. La nube può essere individuata e fotografata tramite l'utilizzo di filtri e ingrandimenti medio-forti. Il periodo migliore per la sua osservazione nel cielo serale ricade da giugno a novembre.

## Caratteristiche
Sh2-82 è una regione H II associata ad una nebulosa a riflessione; secondo le stime più accreditate la sua distanza è di circa 1100 parsec (3590 anni luce), che corrisponde, nella sua direzione, al bordo interno del Braccio di Orione. La stella principale responsabile dell'eccitazione dei suoi gas è la stella azzurra di sequenza principale HD 231616, di magnitudine 10,11 e una classe spettrale B0.5V. All'interno della nube sono state individuate alcune sorgenti di radiazione infrarossa, fra le quali una, catalogata come IRAS 19282+1814, coincide con un maser al metanolo, generato da una protostella profondamente avvolta nei gas. Dalla nube provengono anche alcune emissioni nelle onde radio originate da sorgenti di piccolo diametro, segno che al suo interno sono in atto processi di formazione stellare. Sh2-82 è stata catalogata col numero 843 nel catalogo delle regioni di formazione stellare redatto da Avedisova nel 2002.

## Ambiente galattico
Sh2-82 si trova a contatto con un gruppo di stelle giovani e massicce originatesi nella medesima nube molecolare, visibile alcuni gradi più a nord, entro confini della Volpetta; questo gruppo è stato riconosciuto come un'associazione OB e gli è stata assegnata la sigla Vulpecula OB4. L'associazione Vulpecula OB4 risulta essere assai poco studiata, sebbene si trovi ad una distanza notevolmente inferiore rispetto a tante altre associazioni OB ben note; a complicare gli studi sulle componenti stellari di quest'associazione si aggiunge il fatto che nella medesima linea di vista si possono osservare ben tre associazioni di stelle giovani, poste a distanze differenti: la più vicina, nonché una delle più disperse, è proprio Vulpecula OB4; a circa 2300 parsec si trova invece la regione di Vulpecula OB1, la meglio conosciuta delle tre, mentre ad oltre 4000 parsec si trova Vulpecula OB2.
L'associazione Vulpecula OB4 conta poche componenti accertate: la stella dominante è la supergigante bianca HD 187982; a questa si aggiunge la gigante blu BD+23 3759 e una manciata di stelle azzurre di sequenza principale e classe spettrale B. Nei pressi dell'associazione si osserva anche l'ammasso aperto NGC 6800, la cui età però, pari a circa 400 milioni di anni, è una prova evidente del fatto che non abbia un'origine comune all'associazione.
Entro un raggio di poche decine di parsec da Sh2-82 vi è anche la supergigante rossa HD 185622, visibile come una stella di magnitudine 6,37 sul confine fra Freccia e Aquila; entro 200 parsec si trova invece il resto di supernova G65.2+5.7.